# MIFARE

Rys. 1. Prosty schemat karty Mifare

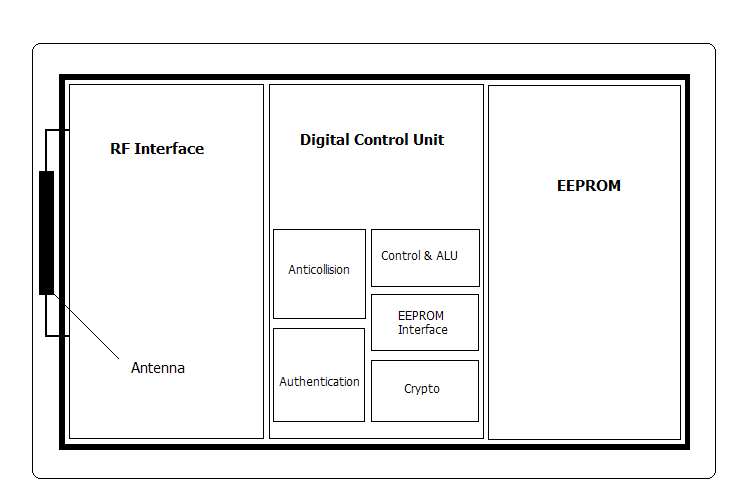
Rys. 2. Schemat blokowy układu

MIFARE – bezdotykowy standard karty opracowany przez firmę Philips (aktualnie NXP Semiconductors) w 1994 (MIFARE Classic 1k). W 1997 opublikowano standard MIFARE Pro, w którym karta jest wyposażona w mikroprocesor z koprocesorem szyfrującym algorytmem 3DES. W 1999 powstała kolejna edycja: Mifare ProX, nowa karta zabezpieczona poprzez wykorzystanie PKI. W tym samym roku sprzedano 50-milionową bezdotykową kartę z interfejsem Mifare. W 2000 roku opracowano pierwszy na świecie w pełni zgodny z ISO/IEC 14443 czytnik IC (rodzina czytników RC500). Sprzedanych zostało 100 milionów kart Dual Interface MIFARE. W styczniu 2002 do sprzedaży trafiły karty MIFARE 4k. Standard ten obowiązuje do dziś.

## Właściwości
Charakterystyka interfejsu MIFARE RF:
- Transmisja danych bezdotykowa
- Zasięg optymalny od czytnika – do 100 mm
- Częstotliwość pracy 13,56 MHz
- Transfer danych na poziomie 100 kbit/s
- Mechanizmy kontroli danych:
  - 16-bitowy CRC
  - Bit parzystości
  - Kodowanie bitów
  - Zliczanie bitów
- Szybkość odczytu danych w granicach 100 ms.

Charakterystyka EEPROMu:
- 8Kbit (dla karty MIFARE Classic 1k) zorganizowany w 16 sektorach z 4 blokami każdy po 16 bajtów
- Możliwość definiowania dostępu do poszczególnych bloków
- Ważność przechowywanych danych – 10 lat
- Możliwość zapisu do 100 tysięcy cykli.

Bezpieczeństwo:
- Trzypoziomowy system uwierzytelniania (ISO/IEC DIS 9798-2)
- Kod PIN
- Dane zakodowane w czasie transmisji.

Opis schematu blokowego (Rys. 2):
- Antena spełnia dwie funkcje – jest źródłem zasilania karty oraz odpowiada za transfer danych. Karta jest zasilana poprzez antenę w wyniku działania indukcji elektromagnetycznej. Dzięki temu nie wymagane są dodatkowe zewnętrzne źródła zasilania.
- RF Interface odpowiada za poziom/jakość sygnału, główne komponenty tego bloku, to:
  - Modulator/Demodulator
  - Prostownik
  - Zegar
  - Power On Reset
  - Regulator zasilania
- Anticollision – wiele kart w obszarze działania czytnika może być użytych w określonej kolejności
- Authentication – odpowiada za uwierzytelnienie w trakcie połączenia
- Control & ALU – stałe wartości zapisane w specjalnym formacie, nie mogą być powiększone, ani zmniejszone
- EEPROM-Interface
- Crypto unit – jednostka odpowiedzialna za szyfrowaną transmisję danych

## Zastosowanie
System kart mifare obecnie używany jest do zastąpienia tradycyjnych papierowych biletów, kart magnetycznych i monet, co umożliwia zautomatyzowanie systemu biletowego. Dodatkowo karty występują również pod postacią MIFARE Ultralight, gdzie są one w formie tradycyjnego biletu papierowego, co umożliwia obniżenie kosztów produkcji. Bardziej tradycyjne formy jak na przykład MIFARE Classic, mogą zostać użyte w systemach rejestrujących czas pracy, systemach identyfikacji użytkownika (identyfikatory), systemach o chronionym dostępie, systemach mikropłatności i tym podobnych.

## Słabości
Na konferencji Eurocrypt 2009 w Kolonii opublikowano raport, z którego wynika, że możliwe jest zdalne skopiowanie danych z nieznanej karty tego standardu w bardzo krótkim czasie (od kilku sekund do minuty), bez znajomości żadnych sygnałów wysyłanych przez czytnik. Problem ten w różnym stopniu dotyczy wszystkich kart tego rodzaju i wynika z luki w mechanizmie szyfrującym oraz generatorze liczb pseudolosowych.
W 2011 roku opublikowano kolejny atak, tym razem skierowany przeciwko kartom MIFARE DESFire MF3ICD40.
Błąd ten może być wykorzystywany w miejskich systemach biletów elektronicznych w Polsce stosujących Mifare – m.in. w Gdańsku i Warszawie.